# Heidi Züger
Heidi Züger (* 1964 als Heidi Emma Züger in Einsiedeln) ist eine Schweizer Film- und Theaterschauspielerin. Sie besitzt auch die deutsche Staatsbürgerschaft und lebt in Norddeutschland.

## Leben
Heidi Züger studierte von 1984 bis 1987 an der Schauspielakademie Zürich (heute ZHdK). Nach Abschluss des Studiums spielte sie in Pestalozzis Berg die Rolle der Magd Mädi, der letzten Schülerin Pestalozzis. Der Film lief 1989 im Wettbewerb der Berlinale.
Verschiedene Engagements führten sie zum Salzburger Landestheater, Staatstheater Mainz, Theater Lübeck, Thalia Theater Hamburg, Staatstheater Meiningen, Bühnen Bern, Theaterhaus Jena, Theater Vorpommern, Schleswig-Holsteinischen Landestheater und zum Oldenburgischen Staatstheater.

## Theater (Auswahl)
- 1988: Hamlet (Ophelia)
- 1989: Maria Magdalena (Klara)
- 1990: Zur schönen Aussicht (Christine)
- 1991: Iwanow (Sascha)
- 1992: Die Familie Schroffenstein (Agnes)
- 1997: Nachtasyl (Wassilissa)
- 1999: Gott ist ein DJ  (Sie)  UA
- 1999: Emilia Galotti (Emilia)
- 2000: Amphitryon (Alkmene)
- 2001: Der Kaufmann von Venedig (Porzia)
- 2002: Marius und Jeannette (Jeannette)
- 2005: Stella (Stella)
- 2007 bis 2009: Das kunstseidene Mädchen (Doris)
- 2013: Tod eines Handlungsreisenden (Linda)
- 2014 bis 2016: MEINRAD!!! (Bettina Zweifel & Meinrad Inglin)
- 2018: Wunschkinder (Bettine) v. Lutz Hübner
- 2018: Der kaukasische Kreidekreis (Grusche)
- 2019: Der zerbrochne Krug (Marthe Rull)
- 2023/2024: Richtfest (Charlotte) v. Lutz Hübner & Sarah Nemitz

## Filmografie (Auswahl)
- 1988: Gemini, The Twin Star (Kino R.: Jaques Sandoz)
- 1989: Pestalozzis Berg (Kino R.: Peter von Gunten)
- 1990: Dort oben im Wald bei diesen Leuten (TV-Film R.: Peter Keglevic)
- 1990: Der große Reibach Channel 4 (TV-Film R.: David Tucker)
- 1991: Immer & Ewig (Kino R.: Samir)
- 2003: Herr Lehmann (Kino R.: Leander Haussmann)
- 2004: Bienvenue en Suisse (Kino R.: Léa Fazer)
- 2011: Silberwald (Kino R.: Christine Repond)

## Auszeichnungen
- 1986: Ausbildungsförderung durch Friedl Wald Stiftung
- 2016: Kultur-Förderpreis 2016 – Ehrung Kanton Schwyz / Schweiz – Preis für ihr bisheriges künstlerisches Schaffen im In- und Ausland[2]